# Albert Gingell
Albert Gingell (n. 30 septembrie 1883, Bristol, Regatul Unit al Marii Britanii și Irlandei – d. 20 februarie 1947, Cleveland, Ohio, SUA) a fost un luptător ce a reprezentat Regatul Unit al Marii Britanii și al Irlandei de Nord, medaliat olimpic. A participat la o ediție a Jocurilor Olimpice (1908) în care a câștigat o medalie de bronz.

## Participări
Lista de mai jos prezintă principalele competiții la care a participat Albert Gingell de-a lungul carierei.
- wrestling at the 1908 Summer Olympics – men's freestyle lightweight[*]